# Сухі сніданки

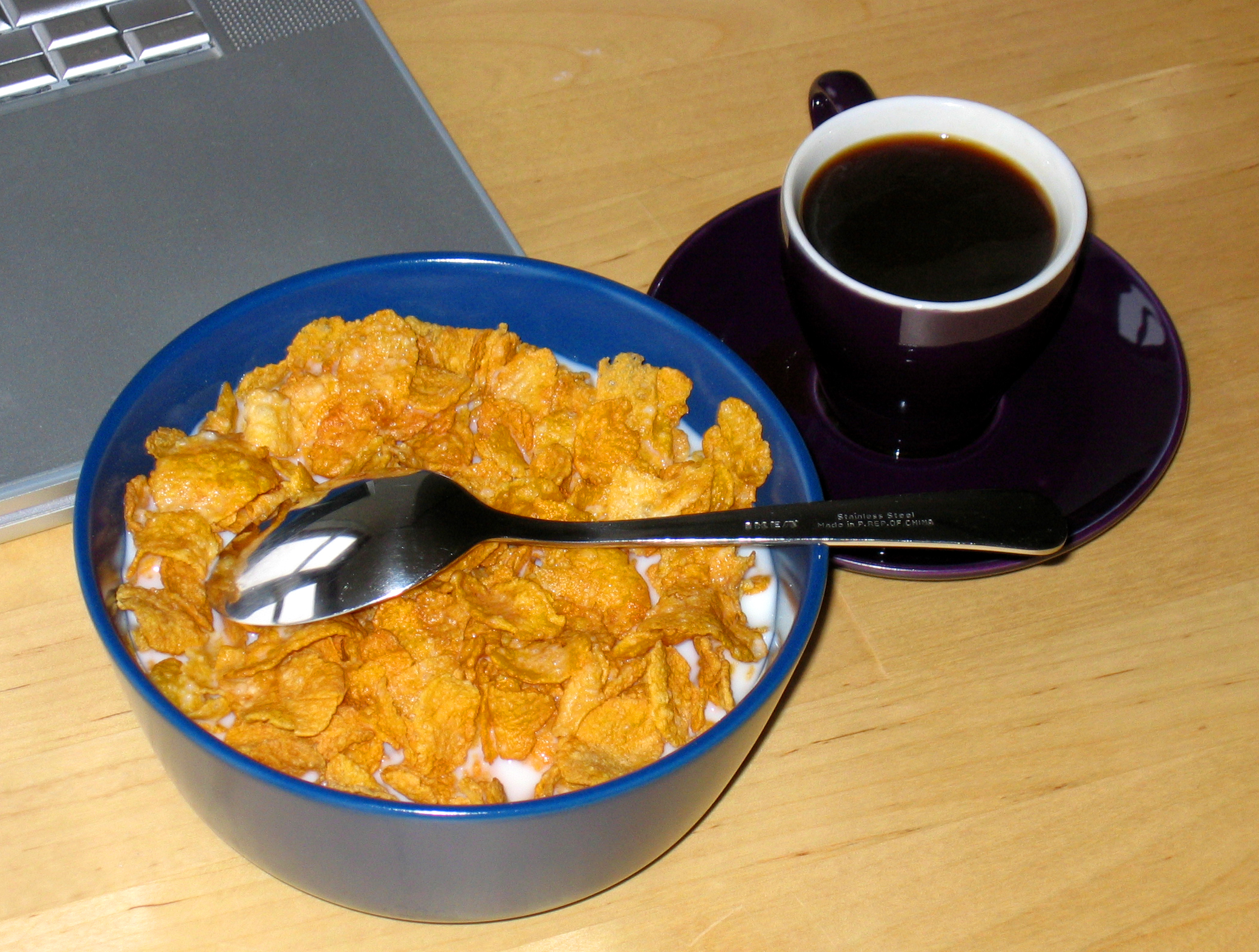
Кукурудзяні пластівці з молоком

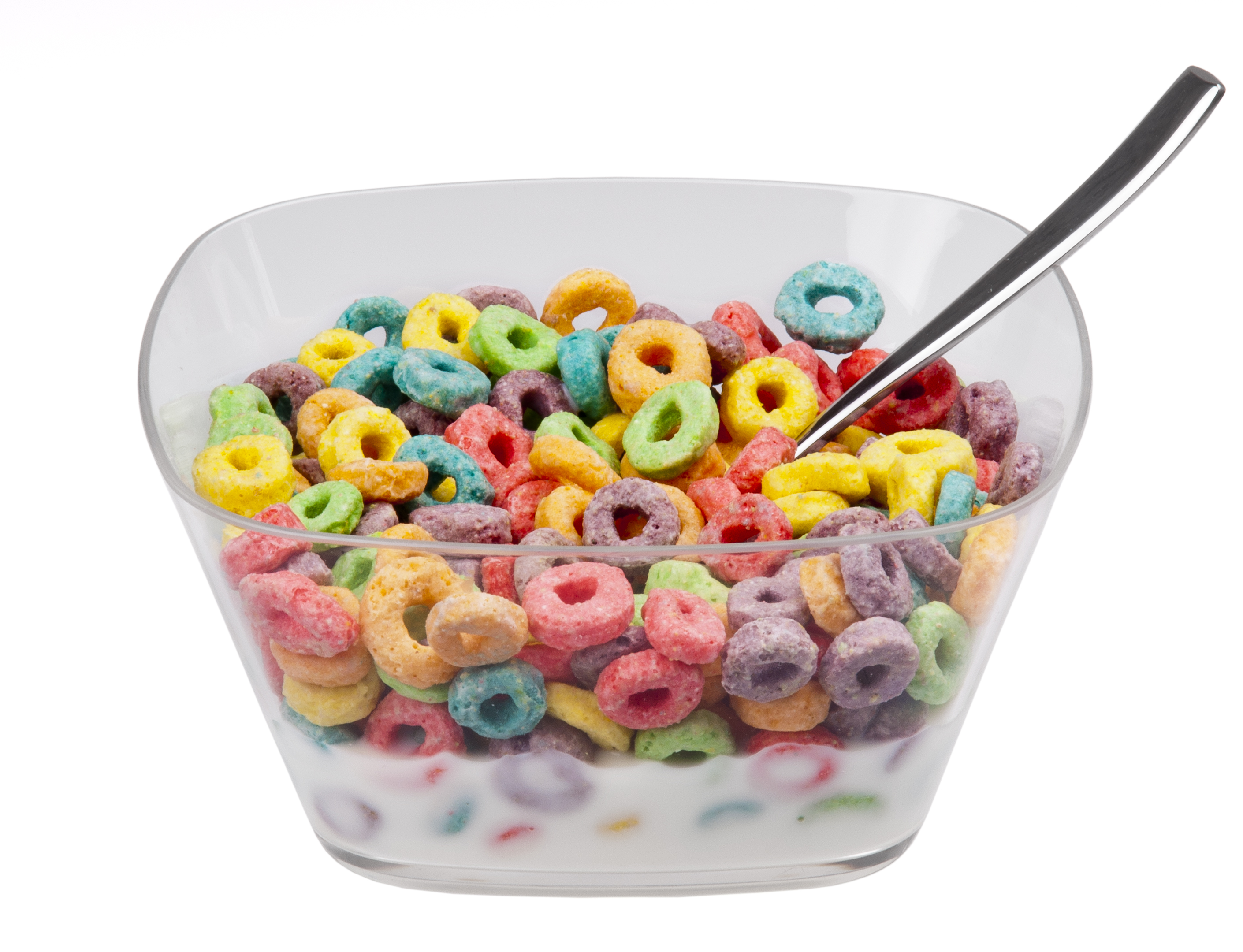
Фруктові кільця виробництва Kellogg's

Сухі сніданки (також зернові або злакові сніданки) — вид харчових концентратів на зерновій основі, вироби, одержувані при обсмажуванні попередньо зварених і розплющених зерен або круп кукурудзи і пшениці зі смаковими добавками, повністю готові до вживання в їжу, зазвичай на сніданок. Серед злакових сніданків найбільш відомі пластівці, мюслі, закуски і каші швидкого або моментального приготування. В Україні на рубежі XX і XXI століть споживання хрустких кілець, паличок, хлібців, «вибухнених» зерен та чипсів за десять років виросло на 50%.
Готові зернові сніданки стали популярними в 1899 році завдяки американському доктору Джону Харві Келлог, винахіднику кукурудзяних пластівців. Келлог прагнув замінити традиційний сніданок для пацієнтів своїх санаторіїв в Мічигані здоровою їжею.
Сухі сніданки класифікуються за двома основними ознаками: виду одержуваного продукту і виду основної сировини. За першою ознакою сухі сніданки бувають пластівчастими, повітряними, волокнистими і гранульованими (з добавками і без добавок). По виду основної сировини пухкі сухі сніданки виробляються з крупи і борошна, а повітряні — з зерна, крупи і борошна. Волокнисті сухі сніданки виробляють із зерна, а гранульовані — тільки з борошна. Додатково сухі сніданки можна класифікувати за способом отримання: пластівці, повітряні або вибухнені зерна і продукти екструзійної технології (палички та фігурні вироби), а також по компонентності — в залежності від включення до їх складу крім зерна інших компонентів, наприклад, сухофруктів в мюслях.
Сухі сніданки виробляють із зерен різних злакових культур (рис, овес, пшениця, жито, ячмінь, кукурудза), з підготовлених спеціальним чином зернових круп і з борошна шляхом замісу тіста. Крім того, сухі сніданки отримують з спеціально підготовлених напівфабрикатів з тривалим терміном зберігання. Для поліпшення смаку і поживної цінності сухих сніданків використовуються різні фруктові добавки у вигляді пластівців або порошків, розмелені сухофрукти, різноманітні начинки з фруктів, горіхів, меду, спецій, прянощів, кави, овочів, лікерів, м'яса тощо. Для виробництва сухих сніданків застосовуються різні технології: глибока гідротермічна обробка і подальше варіння в цукрово-сольовому розчині, метод «підривання», мікронізація і екструзія .
Пластівці отримують варінням попередньо просіяної і вимитої крупи в цукрово-солоному розчині. Зварену крупу сушать, відлежують, розплющують і обсмажують протягом декількох хвилин при температурі 250-300 °C. Повітряні, або вибухнені зерна отримують на спеціальних апаратах — «гарматах», що представляють собою герметичні камери підвищеного тиску. Круп'яні палички і фігурні вироби — продукти екструзійної технології.